# Kaldnasi
Kaldnasi ist mit 988 m der höchste Berg im vulkanischen Gebirgszug des Helgrindur und befindet sich auf der Halbinsel Snæfellsnes südwestlich des Ortes Grundarfjörður in Island.

## Vulkanismus
Bei dem vulkanischen Bergmassiv handelt es sich um einen der höchsten und bedeutendsten Gebirgszüge der Halbinsel Snæfellsnes. Hier befindet sich auch der Zentralvulkan des Vulkansystems Lýsuskarð.

## Wetterscheide
Die hohen Berge teilen Snæfellsnes zusammen mit den beiden anderen Hauptgebirgszügen in zwei Klimazonen, die jeweils der Bucht Faxaflói im Süden bzw. dem großen Fjord Breiðafjörður im Norden zugehören.
Berüchtigt sind die scharfen Fallwinde, die von diesen Bergen bei Sturm aus Nord bzw. Süd auf der jeweils windabgewandten Seite herunterfegen.

## Bergsteigen
Kaldnasi ist beliebt bei Bergsteigern.
Man kann z. B. von Kalfárvellir auf der Südseite auf ihn hinaufgehen.